# Тоутоваї вогнистий
Тоутоваї вогнистий (Petroica phoenicea) — вид горобцеподібних птахів родини тоутоваєвих (Petroicidae). Ендемік Австралії.

## Опис
Вогнистий тоутоваї є одним із найбільших птахів родини тоутоваєвих. Довжина птаха становить 12-14 см, вага 11–14,5 г. Верхня частина тіла в самця темно-сірого кольору, груди, горло і живіт яскраво-червоні або оранжеві. Гузка біла, на крилах і хвості білі смуги, над дзьобом біла пляма. Самиця біло-коричневого кольору з жовтуватим горлом і грудьми і білими боками, гузкою і животом.. На тім'ї і у самця, і у самиці може буть тьмяно-оранжеве пір'я. Дзьоб і лапи птаха чорні, очі карі. Пташенята темно-сірого або коричневого кольору, з ораженвим волом і кремовим дзьобом.

## Поширення і екологія
Вогнистий тоутоваї є ендеміком Австралії. Він мешкає на південному сході континенту і в Тасманії. це перелітний птах, який взимку мігрує з високогірних і субальпійських районів в долини. Навесні і влітку вогнистий тоутоваї здебільшого мешкає в вологих гірських евкаліптових лісах на висоті до 1800 м над рівнем моря. Він віддає перевагу лісам з великими галявинами і невисоким підліском. Взимку він мешкає на полях і в рідколіссі.

## Раціон
Вогнистий тоутоваї харчується комахами. 

## Розмноження
Це моногамний і територіальний вид птахів. Сезон розмноження триває з серпня по січень. За сезон може вилупитися один або два виводки пташенят. Гніздо формою нагадує глибоку чашу, робиться з сухої трави і моху і розташовується на дереві. В кладці 3-4 яйця тьмяно-білого кольору з блакитним, сіруватим або коричневим відтінком і темними сіро-коричневими плямками, розміром 18×14 мм.  Інкубіційний період триває 17 днів.

## Збереження
МСОП в 2004 році визнало стан збереження вогнистого тоутоваї близьким до загрозливо. Незважаючи на численність і поширеність виду, популяція вогнистого тоутоваї помітно зменшилась за останніх 25 років.